# Aspidolasius branicki
Aspidolasius branicki (Taczanowski, 1879) è un ragno appartenente alla famiglia Araneidae.
È l'unica specie nota del genere Aspidolasius.

## Etimologia
Il nome deriva dal greco ἀσπίς, aspìs, aspìdos, cioè scudo, e λὰσιος, làsios, cioè irsuto, villoso, lanoso, in quanto ha la parte superiore dell'opistosoma ricoperta di peli.

## Distribuzione
La specie è stata rinvenuta in America meridionale: nell'area compresa fra la Colombia e la Bolivia; in Guyana e in Brasile.

## Tassonomia
Dal 2006 non sono stati esaminati altri esemplari, né sono state descritte sottospecie al 2014.